# Ernsta mangana
Ernsta mangana is een vlinder uit de familie van de dikkopjes (Hesperiidae). De wetenschappelijke naam van de soort is voor het eerst gepubliceerd in 1899 door Hans Rebel.
De soort komt voor in de Verenigde Arabische Emiraten, Oman, Jemen, Oeganda en Kenia.